# Église Notre-Dame à Hautefage-la-Tour
L'église Notre-Dame est une église catholique située à Hautefage-la-Tour, Lot-et-Garonne.

## Localisation
L'église est située dans le département français de Lot-et-Garonne, à Hautefage-la-Tour, en contrebas de la tour.

## Historique
L'église a d'abord été une simple chapelle au-dessus d'une fontaine réputée dès le Moyen Âge pour ses vertus miraculeuses car elle passait pour guérir de la stérilité. Anne de Beaujeu y vint et a donné naissance à une fille à la suite de sa visite. Les dons des pèlerins ont permis de financer la construction de l'église. Parmi les plus importants donateurs, il y a eu Alain d'Albret, l'arrière-grand-père d'Henri IV. Georges Tholin date la construction de la fin du XVe siècle. Par contre le décor du portail nord doit dater du XVIe siècle, époque où les évêques d'Agen de la famille della Rovere ont construit la tour qui surplombe l'église.
La chapelle sud et le presbytère sont plus tardifs.
Les fonts baptismaux ont été transférés de l'église paroissiale Saint-Pierre de Sarrède à la chapelle Notre-Dame au début des guerres de Religion. La chapelle Notre-Dame a été alors fortifiée, mais cela n'a pas empêché les protestants de prendre le village en 1561 et de piller les deux églises en vidant l'église de ses ornements. L'église est ensuite réparée. En 1595, l'évêque Nicolas de Villars en a fait une église paroissiale et a consacré le maître-autel le 15 août 1598. Le chœur est surélevé de quelques marches par rapport à la nef. La source miraculeuse se trouve sous une voûte en bas de la dernière marche. Les eaux s'écoulent dans un petit canal situé sous l'église.
L'église est décrite en 1632 avec sa fontaine sous l'autel. Elle est entièrement voûtée et flanquée d'une chapelle Saint-Louis, appelée en Saint-Éloi au cours de la visite pastorale de l'évêque Claude Joly en 1668. Le presbytère adossé au flanc sud de l'église est mentionné dans cette dernière visite. Les ouvertures extérieures du presbytère datent du XVIIIe siècle.
Des travaux de renforcement du pignon ouest sont entrepris au XIXe siècle, puis après 1993.
L'église est classée au titre des monuments historiques le 17 mai 1921 et le presbytère a été inscrit au titre des monuments historiques le 15 septembre 1994,,.

## Architecture
La voûte du sanctuaire est soutenue par sept arcs, qui s'unissent à une clef commune et dont l'un des arcs correspond au centre de l'arc triomphal. La nef se partage en deux travées presque carrées voûtées en grandes croisées d'ogives légèrement surhaussées. Les dosserets sont des demi-colonnes qui n'ont pour abaques que des bandeaux de feuillage. les sculptures de la porte en accolade ouverte sur le flanc nord de l'église ont été mutilées.